# Sándor Weöres
Sándor Weöres (ungerskt uttal: [ˈvørøʃ ˈʃaːndor]), född 22 juni 1913 i Szombathely, död 22 januari 1989, var en ungersk poet och översättare. Han blev publicerad redan som 16-åring och etablerade sig genom litteraturtidskriften Nyugat.
Weöres gjorde ingen skillnad mellan form och innehåll och sökte sig till ämnen som inte kunde avhandlas som politiska eller samhälleliga frågor. På 1940-talet använde han automatism och gav ut nonsensdikter, både egna och översättningar av Edward Lear och Lewis Carroll. När Ungerska arbetarpartiet tog makten 1949 stämplades Weöres som nihilist på grund av sin opolitiskhet och på 1950-talet fick han publiceringsförbud. Han fortsatte dock att skriva, inspirerad av mytologi och av T.S. Eliots Det öde landet, som han översatte till ungerska. I början av 1970-talet blev regimen mer tolerant inför Weöres och hans samlade verk kunde ges ut 1970. År 1972 släppte han hybridverket Psyche, som filmatiserades 1980 av Gábor Bódy som Nárcisz és Psyché. Till hans kändaste verk i Ungern hör även en rad populära barnramsor.
Weöres mottog Österrikiska statens pris för europeisk litteratur 1974. På svenska finns två volymer med dikter i urval: Tystnadens torn från 1973 och Det högre ljuset från 2009.